# (36427) 2000 PR7
2000 PR7 (asteroide 36427) é um asteroide da cintura principal. Possui uma excentricidade de 0.24630120 e uma inclinação de 10.03904º.
Este asteroide foi descoberto no dia 2 de agosto de 2000 por LINEAR em Socorro.